# 坂間企業団地
坂間企業団地（さかまきぎょうだんち）は、茨城県古河市の坂間・茶屋新田などにまたがる内陸型工業団地。ここでは、古河市住宅公社が造成した坂間工業団地と、その周辺地域（鴻巣など）に集積した企業を解説する。 

## 概要
関東平野のほぼ中央、あるいは、古河市の西部にある平地の内陸型工業団地。JR東日本古河駅から南へおよそ4km。南北を縦断する国道4号に近い。坂間工業団地は、地元の市街地から住宅地近隣での操業を避けるため、移転した工場が多かった 。

## 沿革
（企業名は一部を例示）
- 1946年（昭和21年）- 三桜工業が事業転換・古河事業所に集約[3]
- 1960年（昭和35年）- 日本注射針が工場新設（古河工場）・注射針製造を開始[4]
- 1963年（昭和38年）- 古河市が工場建設用地として、丸紅飯田に坂間・茶屋新田の土地を転売[1]
- 1969年（昭和44年）- 古河市住宅公社設立[1]
- 1970年（昭和45年）- 古河市住宅公社が丸紅飯田より遊休地5.2haを買い戻し、工業団地造成。次年度に公募開始[1]
- 1973年（昭和48年）4月 - 伊藤鐡工所操業開始[5]
- 1976年（昭和51年）- 野澤鉄工が当地に一部移転[6]
- 1980年（昭和55年）7月 - 野澤鉄工が全面移転[6]
- 2001年（平成13年）- 日本卓球が物流センターを当地に移転[7]
- 2002年（平成14年）- 日本卓球が卓球ボール製造工場の一部を当地に移転[7]
- 2003年（平成15年）- 日本卓球が卓球ボール製造工場の全てを当地に移転[7]
- 2024年（令和6年）- 日本注射針の新工場（坂間工場）稼働開始[4]

## 主な企業
古河市工業会の会員企業名簿などから。
- 三桜工業 本社・古河事業所【鴻巣】
- 日本卓球 古河工場
- 日本注射針工業 古河工場・坂間工場[4]
- 伊藤鐡工所[5]
- 野澤鉄工[9] [6]
- 丸紅ロジスティクス 古河物流センター
- 吉澤運送[10]

## 交通

### 鉄道
- 最寄駅はJR東日本の東北本線（宇都宮線・上野東京ライン・湘南新宿ライン）古河駅。当駅西口から南へおよそ4km

### 路線バス
- 古河駅西口から「ぐるりん号」乗車。「企業団地入口」「茶屋新田」「日本注射針工業前」などで下車。なお一部は栗橋駅東口乗車）。詳細は古河市ホームページ「古河市循環バス「ぐるりん号」のご案内」参照

### 道路
- 国道4号大堤交差点から西へ・茨城県道228号原中田線（旧日光街道）交差点左折、あるいは大山（北）交差点から西へ・県道228号線交差点右折
- 東北自動車道加須インターチェンジからは約13km、首都圏中央連絡自動車道境古河インターチェンジからも約13km[2]